# شون موراي (ملحن)
شون موراي (بالإنجليزية: Sean Murray)‏ هو مهندس وملحن أمريكي، ولد في 1965 في سانتا باربارا في الولايات المتحدة.

## وصلات خارجية
- الموقع الرسمي
- شون موراي على موقع IMDb (الإنجليزية)
- شون موراي على موقع ميوزك برينز (الإنجليزية)
- شون موراي على موقع أول ميوزيك (الإنجليزية)
- شون موراي على موقع ديسكوغز (الإنجليزية)
- شون موراي على موقع قاعدة بيانات الفيلم (الإنجليزية)